# Kistler Valley
Das Kistler Valley ist ein größtenteils vereistes Tal im westantarktischen Queen Elizabeth Land. In den Pensacola Mountains liegt es zwischen den Sapp Rocks und dem Forlidas Ridge im ostzentralen Teil des Dufek-Massivs und endet im Bergkessel zwischen dem Nutt Bluff und dem Preslik Spur.
Das Advisory Committee on Antarctic Names benannte das Tal 2001 nach dem Geologen Ronald Wayne Kistler (* 1931), der gemeinsam mit Arthur B. Ford von 1979 bis 2000 die Geochronologie und Petrologie der Intrusion des Dufek-Massivs erforscht hatte.